# 双向晶闸管
双向晶闸管（TRIAC）是一种电子元件，它相當於兩個單向晶闸管反向並聯而成。不過双向晶闸管對於兩個單向晶闸管而言它只有一個門極，它通過一個門極就能正常工作，而且更容易設計觸發電路，設備的體積也能減小、重量也能減輕。